# Trillium sessile
Trillium sessile là một loài thực vật có hoa trong họ Melanthiaceae. Loài này được Carl von Linné miêu tả khoa học đầu tiên năm 1753.